# テレ東系リアルタイム配信
テレ東系リアルタイム配信（テレとうけいリアルタイムはいしん）は、2022年4月11日に開始されたテレビ東京の常時同時配信・見逃し番組配信サービスの名称である。

## 概要
TVerのシステムを利用して、ゴールデンタイム・プライムタイムの番組同時配信を行う。

### 開始まで
イギリス・英国放送協会（BBC）とITVが2008年からテレビ放送の同時配信サービスを開始したのを皮切りとして、世界各国の放送局が相次いで同時配信サービスを開始したが、日本では著作権法や採算上の問題、系列局（地方局）への配慮などから、テレビ東京を始めとする、民放各社はこれまでテレビ番組のインターネット同時配信に慎重であった。
しかし、テレビ離れが急速に進んでいることや2020年3月に日本放送協会（NHK）がNHKプラスのサービスを開始させることを受けて、テレビ東京などの在京民放5社でも同年秋にインターネット同時配信を始める方針で関係各所と調整していることが同年2月に報じられた。
テレビ東京も同時配信サービスを開始する予定であることを2021年9月30日に行われた定例社長会見にて明らかにした。同局にて放送しているプライムタイムの番組を中心にTVerにて配信することを予定しており、同局社長の石川一郎は「我々が作るコンテンツを、テレビを持っていない方にも見ていただきたい」とコメントしている。当初は2021年12月頃を目処にサービス開始する予定だったが、TVerの新アプリ開発が遅れていることから延期となり、その後、2022年4月11日に「テレ東系リアルタイム配信」のサービス名で開始することを同年3月24日に行われた定例社長会見にて発表した。
これまでテレビ東京系列（TXNネットワーク）は全国に6局の系列局しか無く、仙台市や広島市といった大都市でもテレビ東京の系列局が存在しなかったために同局制作の人気番組をテレビ東京や系列局と同じ放送時間に見ることが出来ないという事態になっていた。このため、該当する地域の在住者からは不満の声も高かった。2000年にはBSジャパン（現・BSテレ東）を開局させることで全国放送を計画し、開局当初は地上波で放送されている番組の同時放送を基調とする編成で、その比率は全体の約7割に及んだが、本放送の開始以前より出演者の肖像権を理由にBSでの同時放送に難色を示してきた日本音楽事業者協会などから激しい抗議を受け、相次いで中止に追い込まれた過去があった。
テレビ東京は2022年4月10日付朝刊の日本経済新聞含めた全国紙、同月12日付の地方各紙テレビ欄にそれぞれ『全国放送っぽくふるまっていた件に関してのお詫び』『お詫び ここ（テレビ欄）にいなくて、すみません。』と題した新聞広告を掲載し、これまでテレビ東京の番組を見ることが出来なかった地域の在住者に対して謝罪すると共に同月11日から日本全国でテレビ東京の番組をリアルタイム配信することを告知した。

## 特徴

### 配信画面
右上に「テレ東7系」（「7」はテレビ東京マスコットキャラクターの「ナナナ」）と透かし（ウォーターマーク）が挿入されている。
TVerリアルタイム配信を実施している放送局で唯一アニメ番組も編成しているが、ポケモンショック以降地上波テレビ東京で表示している「部屋を明るくし画面から離れて視聴する」テロップは表示されない。

### 追っかけ再生
TVerにログインすると追っかけ再生機能も利用できるが、報道番組（『ワールドビジネスサテライト』）や一部のバラエティー番組（『家、ついて行ってイイですか?』）、日経スペシャル冠スポンサー番組（『カンブリア宮殿』・『ガイアの夜明け』）、アニメ番組（『妖怪ウォッチ♪』・『ポケットモンスター』・『BEYBLADE X』）での利用は出来ない。

### 対象機器
スマートフォン・タブレット・PCに対応。なお、TVerのテレビアプリやAmazon Fire TV・Chromecastを介した視聴は出来ない。